# Александар Трифунович (футболіст)
Александар Трифунович (серб. Aleksandar Trifunović / Александар Трифуновић, нар. 13 травня 1954, Кралєво) — югославський футболіст, що грав на позиції півзахисника.
Виступав, зокрема, за клуби «Партизан» та «Асколі», а також національну збірну Югославії.

## Клубна кар'єра
У дорослому футболі дебютував 1971 року виступами за команду «Слога» (Кралєво). Своєю грою за цю команду привернув увагу представників тренерського штабу столичного клубу «Партизан», до складу якого приєднався 1976 року. Відіграв за белградську команду наступні сім з половиною сезонів своєї ігрової кар'єри, провівши в цілому 477 ігор, з них 209 у чемпіонаті, в яких забив 20 голів. За цей час тричі виборював титул чемпіона Югославії (1976, 1978 та 1983), а також одного разу став володарем Кубка Мітропи.
1983 року перейшов до італійського клубу «Асколі», за який відіграв 4 сезони. За цей час додав до переліку своїх трофеїв ще один титул володаря Кубка Мітропи. Завершив кар'єру футболіста виступами за команду «Асколі» у 1987 році.

## Виступи за збірну
13 листопада 1977 року дебютував в офіційних іграх у складі національної збірної Югославії у матчі кваліфікації до чемпіонату світу 1978 року проти Румунії (6:4), в якому також забив гол.
Загалом протягом кар'єри у національній команді, яка тривала 7 років, провів у її формі 11 матчів, забивши 2 голи.

## Титули і досягнення
- Чемпіон Югославії (3):

«Партизан»: 1975/76, 1977/78, 1982/83
- Володар Кубка Мітропи (2):

«Партизан»: 1977/78
«Асколі»: 1986/87

## Статистика виступів

### Статистика виступів за збірну
| Дата       | Місто         | Господарі | Результат | Гості     | Турнір            | Голи | Примітки |
| ---------- | ------------- | --------- | --------- | --------- | ----------------- | ---- | -------- |
| 13-11-1977 | Бухарест      | Румунія   | 4 – 6     | Югославія | Відбір до ЧС 1978 | 1    |          |
| 16-11-1977 | Салоніки      | Греція    | 0 – 0     | Югославія | товариський матч  | -    |          |
| 30-11-1977 | Белград       | Югославія | 0 – 1     | Іспанія   | Відбір до ЧС 1978 | -    |          |
| 5-4-1978   | Тегеран       | Іран      | 0 – 0     | Югославія | товариський матч  | -    | 46'      |
| 8-5-1978   | Рим           | Італія    | 0 – 0     | Югославія | товариський матч  | -    |          |
| 25-10-1978 | Бухарест      | Румунія   | 3 – 2     | Югославія | Відбір до ЧЄ 1980 | -    | 69'      |
| 25-10-1982 | Софія (місто) | Болгарія  | 0 – 1     | Югославія | Відбір до ЧЄ 1984 | -    |          |
| 15-12-1982 | Подгориця     | Югославія | 4 – 4     | Уельс     | Відбір до ЧЄ 1984 | -    | 40'      |
| 30-3-1983  | Тімішоара     | Румунія   | 0 – 2     | Югославія | товариський матч  | 1    |          |
| 23-4-1983  | Париж         | Франція   | 4 – 0     | Югославія | товариський матч  | -    |          |
| 7-6-1983   | Люксембург    | Югославія | 2 – 4     | ФРН       | товариський матч  | -    |          |
| Усього     |               | Матчів    | 11        |           | Голів             | 2    |          |